# Parc Natural del Túria
El Parc Natural del Túria és un parc natural situat a les vores del baix Túria entre Lliria i València. El conjunt mostra un paisatge dinàmic i variat amb una notable diversitat d'hàbitats i espècies de fauna i flora. És de gran interès ecològic: ofereix boscos mediterranis de pinar i garriga i protegeix almenys part de l'Horta de València i el Camp de Túria. El parc abraça el riu Túria i la seua ribera al seu pas per la zona metropolitana de València.

## Descripció
El parc del Túria té 4.480 hectàrees i 35 quilòmetres de llargada. Comença a Quart de Poblet i segueix el riu, travessant els termes de Manises, Paterna, Riba-roja de Túria, l'Eliana, Benaguasil, Lliria i Vilamarxant fins a arribar a Pedralba. Comprèn tres masses boscoses -la Vallesa, les Rodanes i la Pea- i les riberes del Túria. S'estén per una zona sotmesa a una important pressió urbanística, on hi ha PAI aprovats (com a Benaguasil) i grans obres públiques en projecte (la segona circumval·lació de València i la presa de Vilamarxant, inclosa al Pla Hidrològic Nacional derogat, el del transvasament de l'Ebre).
El tram de llera i riberes del riu, situat entre els municipis de Pedralba i Paterna, és un dels darrers pulmons forestals que sobreviu a la zona de l'àrea metropolitana de València (vegeu també devesa del Saler). En aquest espai conflueixen el sistema Ibèric i la plana al·luvial del riu Túria, configurant-hi un paisatge pla, amb la referència del llit i la ribera del riu envoltats de suaus ondulacions travessades per barrancs que conflueixen al riu.

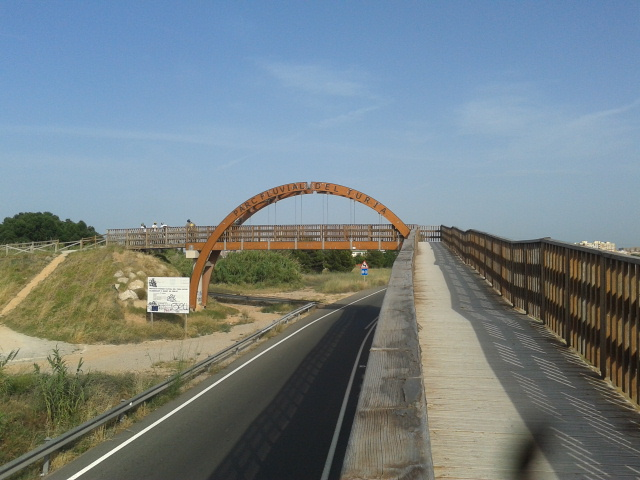
Arc d'accés al Parc Fluvial del Túria

El parc és vertebrat per un camí verd que el recorre de l'oest a l'est (de Vilamarxant al parc de la Capçalera): passa a prop de les poblacions principals i sempre al marge del riu Túria. Aquesta via és completada per ponts de fusta que permeten el pas a un costat i l'altre del riu. Un altre eix del parc és la línia 2 de metro, que recorre la superfície de gairebé tot el parc fins a Llíria, amb parades en ple bosc, com és el cas del baixador de la Vallesa.
La zona alberga importants elements del patrimoni històric i geològic, i també relacionats amb l'aprofitament hidràulic com jaciments de l'edat del bronze (poblat de la Lloma de Betxí) o d'època visigoda (castrum fortificat de València la Vella), formacions juràssiques i miocenes, o assuts, aqüeductes i embassaments.
Malgrat que el parc no té un valor ecològic excepcional, no significa que no tinga valor. Té formacions de pi carrascar, llentiscle, murta, que desapareixen a causa de tanta transformació paisatgística, igual que trobem una espècie molt rara que es diu Anthyllis Lagascana i que es localitza a la Vallesa. És l'espècie més important del parc i l'única zona coneguda on la trobem a la província.

## Municipis compresos
l'àmbit geogràfic del Parc Natural del Túria inclou els termes municipals de:
- Quart de Poblet
- Manises
- Paterna
- Riba-roja de Túria
- L'Eliana
- Vilamarxant
- Benaguasil
- Llíria
- Pedralba

Encara que el parc no forma part del terme de la ciutat de València, sí que inclou zones pertanyents a Benicalap i Campanar influenciades pel parc, puix que formen part d'una zona de transició urbana en la qual no es pot construir.

## Història
La decisió de protegir el Baix Túria fou presa el 2006, malgrat que la idea sorgí fa més d'una dècada entre la societat civil de la zona afectada. De les associacions de veïns, col·lectius ecologistes i grups ciutadans, que començaren agrupats en una coordinadora per la defensa del bosc de la Vallesa, a partir d'un gran incendi al 1994, esdevingueren més ambiciosos amb la idea del parc únic incloent-hi les reserves ja existents de la Vallesa i les Rodanes. A partir d'allí es transformà en la Coordinadora en Defensa dels Boscos del Túria.
La coordinadora tingué molt a veure amb aquesta declaració i protecció, car foren els ciutadans i veïns de les poblacions a la vora del Túria qui, organitzats en forma d'una federació d'associacions i persones físiques, reivindicaren aquesta protecció des del 1994. La declaració de Parc Natural començà a prendre forma amb la reunió, el 27 de juliol del 2006, entre la coordinadora i el conseller de Territori i Habitatge de la Generalitat Valenciana, Esteban González Pons.
El Consell obrí al juliol del 2006 la declaració del segon parc natural de l'àrea metropolitana de València després de l'Albufera. Es declarà el Parc Natural del Túria amb els decrets 43/2007 i 42/2007, que aproven el Parc Natural i el Pla d'Ordenació dels Recursos Naturals del Túria, respectivament.

## Llitologia
El sòl de la Vallesa i de la Pea és ric en base i calç blanquinosa. El de les Rodanes, en canvi, és pobre en base, està format per roques de sílice, i és de color roig (Rodeno), i per això en aquests espais la vegetació és més pareguda a les de la serra d'Espadà i la serra Calderona, on el sòl és àcid, i s'hi troben així espècies com l'alzina surera.

## Vegetació

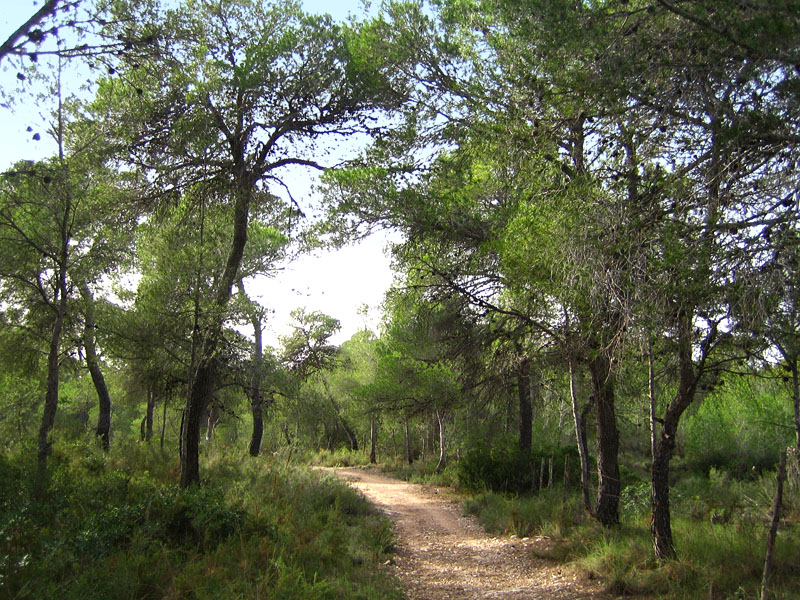
Bosc mediterrani de la Vallesa

El parc marca el límit septentrional de la pebrella, conserva diverses espècies característiques del bosc mediterrani, com algunes d'orquídies, el llentiscle, l'arítjol, el spinus negre, l'oliveta, i el comú pi blanc, el qual es troba a la zona per les repoblacions realitzades fa uns 50 anys. A causa d'aquesta repoblació massiva de pi blanc a les Rodanes trobem també pi blanc junt a l'alzina surera, en comptes del pinastre de litologies àcides, que és el propi, com a la serra d'Espadà. Als marges del Túria queden petites extensions de bosc de ribera, alguns pollancres, algun om i algun salze, encara que la majoria ha patit l'avanç de la canya de sant Joan, introduïda pels àrabs.

## Fauna

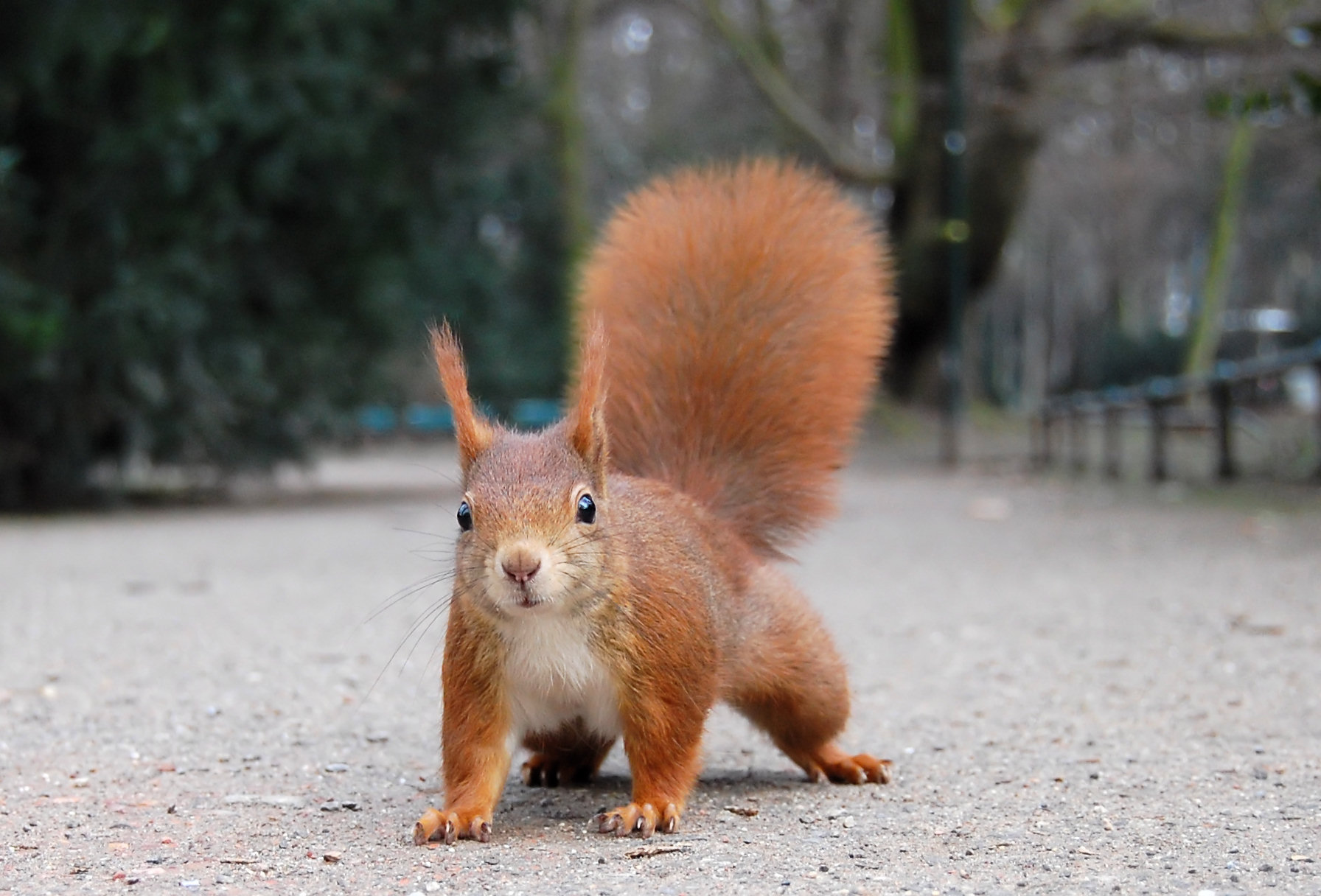
Un esquirol, fauna típica del parc

La fauna del parc és diversa, i hi trobem esquirols, xoriguers grossos, llangardaixos i algun porc senglar. Les raboses i els eriçons, en canvi, estan desapareixent. A les primeres, les enverinen els caçadors i els amos dels corrals. Els segons, que són molt lents, solen morir atropellats.